# Václav Frič
Václav Frič (14. března 1839 Praha-Nové Město – 10. června 1916 Praha) byl český obchodník s přírodninami a podnikatel.

## Život
Studoval reálku, pak chemii na technice v Praze (dnes ČVUT). Zabýval se jako jeden z prvních fotografií, dělal v Praze první fototypické tisky a vydal brožurku O světlotisku. Když se roku 1862 vrátil z cest po Francii a Anglii, založil malý obchod s technickými předměty, později se zcela specializoval na přírodniny, zejména školní pomůcky. Jeho podnik měl velký úspěch, Frič exportoval do řady zemí a získal řadu čestných uznání na výstavách, zejména Zlatou medaili v Paříži roku 1889. Jeho obchod ve Vladislavově ulici v Praze fungoval až do padesátých let 20. století.
V roce 1874 se oženil s Annou Rottovou (1853–1939), dcerou pražského obchodníka Vincence Josefa Rotta. Z manželství vzešlo šest dětí. 